# John Emory Andrus

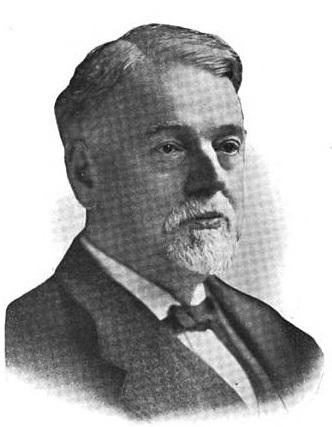
John Emory Andrus

John Emory Andrus (* 16. Februar 1841 in Pleasantville, New York; † 26. Dezember 1934 in Yonkers, New York) war ein US-amerikanischer Politiker. Zwischen 1905 und 1913 vertrat er den Bundesstaat New York im US-Repräsentantenhaus.

## Werdegang
John Emory Andrus wurde ungefähr fünf Jahre vor dem Ausbruch des Mexikanisch-Amerikanischen Krieges im Westchester County geboren. Er besuchte die lokalen Schulen  und das Charlotteville Seminary im Schoharie County. 1862 graduierte er an der Wesleyan University in Middletown (Connecticut). Er unterrichtete vier Jahre lang in New Jersey an einer Schule. Dann ging er der Herstellung von Arzneimittel in Yonkers nach. Er war Präsident der New York Pharmaceutical Association und der Palisade Manufacturing Co. of Yonkers im Westchester County. Ferner bekleidete er den Posten als Kurator an der Wesleyan University. 1903 war er Bürgermeister von Yonkers. Politisch gehörte er der Republikanischen Partei an.
Bei den Kongresswahlen des Jahres 1904 für den 59. Kongress wurde Andrus im 19. Wahlbezirk von New York in das US-Repräsentantenhaus in Washington, D.C. gewählt, wo er am 4. März 1905 die Nachfolge von Norton P. Otis antrat. Er wurde dreimal in Folge wiedergewählt. Da er auf eine erneute Wiederwahlkandidatur im Jahr 1912 verzichtete, schied er nach dem 3. März 1913 aus dem Kongress aus.
Nach seiner Kongresszeit nahm er wieder seine früheren Geschäftsaktivitäten in Yonkers auf, die er dort bis zu seinem Tod am 26. Dezember 1934 ausübte. Er wurde dann auf dem Kensico Cemetery in Valhalla beigesetzt.